# Ornithoica
Ornithoica is een vliegengeslacht uit de familie van de luisvliegen (Hippoboscidae).

## Soorten
- O. confluenta (Say, 1823)
- O. turdi (Olivier in Latreille, 1811)
- O. vicina (Walker, 1849)